# Slag bij Holowczyn
De Slag bij Holowczyn was een veldslag tussen het Russische leger onder leiding van Boris Sjeremetev en het Zweeds leger, dat geleid werd door koning Karel XII van Zweden.
Ondanks de moeilijke natuurlijke obstakels en het veel grotere Russische leger waren de Zweden in staat hun vijand te verrassen en te verslaan.

## Aanloop
Nadat Karel XII met de personele unie van het keurvorstendom Saksen en het Polen van August II de Sterke had afgerekend, kon Karel met zijn enige overblijvende vijand uit de Grote Noordse Oorlog afrekenen: Rusland. De beste route om het Russische binnenland te bezetten was van Grodno te vertrekken naar Minsk en Smolensk, vandaar kon Moskou gemakkelijk aangevallen worden, zonder grote rivieren te moeten oversteken. Karel koos uiteindelijk voor een rechtstreekse, maar moeilijker weg, die over de rivieren Berezina en Droet ging. Het leger vertrok uit het winterkamp nabij Radoszkowice in juni 1708. Deze tocht werd echter bemoeilijkt door de slechte toestand van de wegen en het slechte weer.
Deze onverwachte keuze van Karel maakte de Russische bevelhebbers onzeker over de bedoelingen van het Zweeds leger. Omdat tsaar Peter I van Rusland niet aanwezig was, moest Boris Sheremetev ook rekening houden met de plannen van zijn rivaal Aleksandr Mensjikov. Na een overleg tussen de twee veldmaarschalken werd beslist de Russische linies achter de rivier Dnjepr te leggen. In juni and juli werd het Russisch leger op een dagmars van de Droet gestationeerd.
De kern van het Russische leger werd in het dorp Vasilki, nabij de rivier Vabich ondergebracht, niet ver van Holowczyn. Bruggen die over de rivieren liepen werden versterkt en verdedigd met artilleriegeschut. In het zuiden zette Anikita Repnin, een andere Russische legeraanvoerder, zette zijn leger op een plaats 3 kilometer meer naar het zuidoosten. Tussen die 2 versterkte kampen lagen moerassig gebied dat niet kon versterkt worden.
Zweedse verkenners konden de Russische versterkingen in kaart brengen rond de Vabich. Op 30 juni kwamen Zweedse regimenten aan op de hoogtes ten westen van Holowczyn. Karel XII en zijn volgelingen zouden een 'Blitzkrieg' organiseren tussen de twee forten door het moeras. Deze actie zou niet alleen onverwacht zijn, maar hierdoor zou ook het Russische leger gesplitst worden. Om het succes van de aanval te verzekeren, zou deze plaatsvinden tijdens de nacht.

## De veldslag
Om middernacht op 4 juli vertrokken de Zweden in de richting van de rivier. De infanterie droeg bundels stro om beter te kunnen lopen op de zompige grond, vooraleer ze de Vabich zouden oversteken op een leren pontonbrug. Maar door de hevige regen werden de pontons te zwaar om te dragen, zodat ze achtergelaten werden. Om half 3 werd in het Russisch kamp alarm geslagen toen de Zweedse artillerie de andere kant van de rivier beschoot. Het succes van de Zweden zou afhangen van het aantal manschappen ze zouden kunnen overbrengen vooraleer de Russische troepen zouden arriveren. Karel XII nam zelf de leiding over zijn manschappen, en waadde dus ook door de rivier voor zijn mannen uit. Wanneer ze aan de andere oever weer in formatie stonden, trokken ze het moeras in, waar de bundels stro werden gelegd zodat de cavalerie gemakkelijker kon oprukken. Hierna werden de genie en de voorhoede van het Zweedse leger door Repnins artillerie beschoten.
Repnin merkte vlug de wig op die gevormd werd tussen de Russische troepen en beval zijn mannen aan te vallen en noordwaarts te trekken naar de richting van Sheremetev's kamp, waarop vijf Zweedse bataljons probeerden deze beweging ongedaan te maken. Toen Sheremetev de geluiden van het gevecht hoorde, stuurde hij manschappen naar Repnin, maar tegen die tijd hadden genoeg Zweedse troepen de oever bereikt en konden deze de troepen van Sheremetev tegenhouden. Sheremetev moest hierdoor zijn troepen oostwaarts en zuidwaarts sturen, maar de Zweedse cavalerie kon de beweging naar het zuiden tegenhouden.
De grote troepenmacht van Sheremetev wachtte echter nog steeds bij de rivier nabij Holowczyn. Sheremetev was ervan overtuigd dat de aanval op Repnins troepen een schijnaanval was en dat de grote troepenmacht van het Zweeds leger zou oversteken bij Holowczyn. Uiteindelijk nam Sheremetev het besluit om het bijna onverdedigde Zweedse kamp aan te vallen in het westen. Wanneer hij uiteindelijk hoorde dat Repnins troepen moesten terugkeren, besloot hij om niet te wachten op de aanval van de Zweden, maar trok hij ook terug richting Shkloǔ, nabij de Dnjepr.

## Afloop
De overwinning gaf de Zweden een sterke verdedigende lijn nabij de rivier de Dnjepr en rondom Mahiljow. Deze zone kon gebruikt worden als uitvalsbasis voor hun militaire campagne in Rusland.